# 藤巻裕蔵
藤巻 裕蔵（ふじまき ゆうぞう、1938年12月23日 - ）は、日本の鳥類学者。帯広畜産大学名誉教授、山階鳥類研究所特任研究員、農学博士。別名「祐蔵」。

## 来歴
1938年東京都出身。1961年北海道大学農学部農業生物学科卒業。1966年北海道大学大学院農学研究科博士課程修了、農学博士の学位を取得。北海道立林業試験場研究職員を経て、帯広畜産大学教授。2002年定年退職、名誉教授。

## 著書・訳書
- Bromlei, Godei Fedorovich（著）藤巻裕蔵、新妻昭夫(訳) 南部シベリアのヒグマとツキノワグマ : その比較生物学的研究 北苑社 1972 https://ci.nii.ac.jp/ncid/BN03898069
- Nechaev, V. A. (Vitaliĭ Andreevich)（著） 藤巻裕蔵（訳） 南千島の鳥類 日本鳥学会 1979 https://ci.nii.ac.jp/ncid/BA45875261
- Bromlei, Godei Fedorovich(著) 、藤巻裕蔵、新妻昭夫(訳) ヒグマとツキノワグマ : ソ連極東南部における比較生態学的研究 思索社	1987 https://ci.nii.ac.jp/ncid/BN02146523
- Nechaev, V. A.(著)、 藤巻裕蔵(訳) 南千島鳥類目録 : 国後,択捉,色丹,歯舞 北海道大学図書刊行会 1994 https://ci.nii.ac.jp/ncid/BN11103758
- 田名部雄一、和秀雄、藤巻裕蔵、米田政明 野生動物学概論 朝倉書店 1995 https://ci.nii.ac.jp/ncid/BN12554548
- Nechaev, V. A. and 藤巻裕蔵 サハリンの鳥類 極東鳥類研究会 1995 極東の鳥類 / 極東鳥類研究会 [編] 12-14 https://ci.nii.ac.jp/ncid/BA34826923
- 藤巻裕蔵 鳥類・哺乳類ロシア語辞典 極東鳥類研究会 2008 https://ci.nii.ac.jp/ncid/BA89443038
- 藤巻裕蔵 北海道鳥類目録 改訂4版 極東研究研究会 2012 https://ci.nii.ac.jp/ncid/BB11622706

## 論文
- 藤巻裕蔵「モユルリ島の海鳥類」『鳥』第16巻第78号、日本鳥学会、1961年、387-398頁、doi:10.3838/jjo1915.16.78_387、ISSN 0040-9480、NAID 130003605606。
- 阿部永, 小林垣明, 藤巻裕蔵「北海道稚咲内におけるミコアイサの蕃殖」『鳥』第16巻第78号、日本鳥学会、1961年、420-422頁、doi:10.3838/jjo1915.16.78_420、ISSN 0040-9480、NAID 130003605612。
- 藤巻裕蔵「ヒメネズミの個体群構成の季節的変化について」『動物学雑誌』第74巻第11-12号、東京動物學會、1965年、378頁、NAID 110003364298。
- 藤巻裕蔵「北海道産ヒメネズミの外部形態の齢変異」『北海道大学農学部邦文紀要』第5巻第4号、北海道大学、1966年2月、212-217頁、ISSN 03675726、NAID 120000952945。
- 阿部学, 藤巻裕蔵「北海道におけるアイサ類の新たな繁殖例」『鳥』第18巻第84号、日本鳥学会、1968年、272-275頁、doi:10.3838/jjo1915.18.84_272、ISSN 0040-9480、NAID 130003433147。
- 藤巻裕蔵「ヒメネズミの繁殖活動」『哺乳動物学雑誌』第4巻第3号、日本哺乳類学会、1969年、74-80頁、doi:10.11238/jmammsocjapan1952.4.74、ISSN 0546-0670、NAID 130001818692。
- 藤巻裕蔵「天然林におけるネズミ類の生息度と個体群構成の変動」『日本生態学会誌』第22巻第1号、日本生態学会、1972年、50頁、doi:10.18960/seitai.22.1_50_1、ISSN 0021-5007、NAID 110001881459。
- エヌ・エヌ・ヴオロンツオフ著 藤巻裕蔵·畑礼子訳「ネズミ類の消化器系の進化（I）」『哺乳類科学』第12巻第1号、日本哺乳類学会、1972年、54-63頁、doi:10.11238/mammalianscience.12.1_54、ISSN 0385-437X、NAID 130000884279。
- G.Fプロムレイ著 藤巻裕蔵·新妻昭夫訳「「南シベリアのヒグマとツキノワグマ—その比較生物学的研究—」」『哺乳類科学』第12巻第2号、日本哺乳類学会、1972年、45-46頁、doi:10.11238/mammalianscience.12.2_45、ISSN 0385-437X、NAID 130000884302。
- 藤巻裕蔵, 松岡茂「秋と冬のウトナイト沼の鳥類」『鳥』第21巻第91-92号、日本鳥学会、1972年、316-324頁、doi:10.3838/jjo1915.21.316、ISSN 0040-9480、NAID 130003433177。
- 藤巻裕蔵「ヨタカの営巣2例」『鳥』第22巻第93-94号、日本鳥学会、1973年、30-32頁、doi:10.3838/jjo1915.22.30、ISSN 0040-9480、NAID 130003605792。
- 藤巻裕蔵「美唄の鳥類:1. 生息期間と生息環境」『鳥』第22巻第93-94号、日本鳥学会、1973年、38-46頁、doi:10.3838/jjo1915.22.38、ISSN 0040-9480、NAID 130003605794。
- 藤巻裕蔵「408 エゾヤチネズミの秋の繁殖活動」『日本応用動物昆虫学会大会講演要旨』第17号、日本応用動物昆虫学会、1973年4月、199頁、NAID 110001081023。
- 藤巻裕蔵「エゾヤチネズミの繁殖活動-2-夏の繁殖活動の地域差」『北海道林業試験場報告』第11号、北海道立林業試験場、1973年6月、121-131頁、ISSN 03867277、NAID 40018509048。
- 藤巻裕蔵「エゾヤチネズミの個体群動態解析」『哺乳類科学』第15巻第2号、日本哺乳類学会、1975年、33-42頁、doi:10.11238/mammalianscience.15.2_33、ISSN 0385-437X、NAID 130000884370。
- 藤巻裕蔵, 羽田恭子, 百武充, 松岡茂, 柳沢信雄「北海道におけるハイタカの冬の観察記録」『鳥』第24巻第97-98号、日本鳥学会、1975年、63-65頁、doi:10.3838/jjo1915.24.63、ISSN 0040-9480、NAID 130003605823。
- 藤巻裕蔵, 羽田恭子「北海道におけるヘラシギの記録」『山階鳥類研究所研究報告』第8巻第3号、山階鳥類研究所、1976年、276-281頁、doi:10.3312/jyio1952.8.276、ISSN 0044-0183、NAID 130003573106。
- 藤巻裕蔵「ヒメネズミの齢査定と成長」『哺乳類科学』第17巻第1号、日本哺乳類学会、1977年、26-29頁、doi:10.11238/mammalianscience.17.1_26、ISSN 0385-437X、NAID 130000884428。
- 藤巻裕蔵「北海道十勝地方の鳥類:1.新得山とその付近の鳥類」『山階鳥類研究所研究報告』第12巻第1号、山階鳥類研究所、1980年、40-52頁、doi:10.3312/jyio1952.12.40、ISSN 0044-0183、NAID 130003572595。
- 藤巻裕蔵, 戸田敦夫「北海道十勝地方の鳥類:2.帯広市の都心部とその周囲の鳥類」『山階鳥類研究所研究報告』第13巻第3号、山階鳥類研究所、1981年、183-195頁、doi:10.3312/jyio1952.13.183、ISSN 0044-0183、NAID 130003572614。
- 小林茂雄, 藤巻裕蔵「落葉広葉樹林とカラマツ人工林における繁殖期の鳥類群集」『鳥』第34巻第2-3号、日本鳥学会、1985年、57-63頁、doi:10.3838/jjo1915.34.57、ISSN 0040-9480、NAID 130003433251。
- 新田和弘, 藤巻裕蔵「繁殖期におけるオオジシギの日周活動の季節変化」『鳥』第34巻第2-3号、日本鳥学会、1985年、49-55頁、doi:10.3838/jjo1915.34.49、ISSN 0040-9480、NAID 130003433254。
- 藤巻裕蔵「北海道南部の落葉広葉樹林における繁殖期の鳥類群集」『日本鳥学会誌』第35巻第1号、日本鳥学会、1986年、15-23頁、doi:10.3838/jjo.35.15、ISSN 0913-400X、NAID 130003564504。
- 藤巻裕蔵「北海道におけるシロフクロウの記録」『日本鳥学会誌』第36巻第2-3号、日本鳥学会、1987年、101-103頁、doi:10.3838/jjo.36.101、ISSN 0913-400X、NAID 130003564514。
- 竹内正人, 大島義広, 藤巻裕蔵「日高山脈中・北部におけるネズミ類の分布」『帯広畜産大学学術研究報告 第1部』第15巻第2号、帯広畜産大学、1987年6月、157-165頁、ISSN 0470925X、NAID 110006454548。
- 藤巻裕蔵「北海道におけるコウノトリの記録」『日本鳥学会誌』第37巻第1号、日本鳥学会、1988年、37-38頁、doi:10.3838/jjo.37.37、ISSN 0913-400X、NAID 130003424380。
- 藤巻裕蔵, 柳川久, 谷口明里「北海道の低地におけるホシガラスの越冬」『日本鳥学会誌』第38巻第2号、日本鳥学会、1989年、104-106頁、doi:10.3838/jjo.38.104、ISSN 0913-400X、NAID 130003564534。
- 隅田重義, 吉沢貞一, 越田幹男, 藤巻裕蔵「函館地方におけるクマゲラの繁殖」『山階鳥類研究所研究報告』第22巻第2号、山階鳥類研究所、1990年、124-132頁、doi:10.3312/jyio1952.22.124、ISSN 0044-0183、NAID 130003426470。
- 笹岡久美子, 藤巻裕蔵「エゾライチョウ幼鳥の人工飼料と摂食量」『日本鳥学会誌』第39巻第1号、日本鳥学会、1990年、25-32頁、doi:10.3838/jjo.39.25、ISSN 0913-400X、NAID 130003564541。
- 藤巻裕蔵, 小西秀典「アンケート調査にもとづく北海道におけるエゾライチョウの生息状況」『山階鳥類研究所研究報告』第28巻第2号、山階鳥類研究所、1996年、81-91_1、doi:10.3312/jyio1952.28.81、ISSN 0044-0183、NAID 130003572817。
- 藤巻裕蔵「北海道中部・南東部におけるコムクドリとムクドリの生息状況」『帯広畜産大学学術研究報告 自然科学』第20巻第4号、帯広畜産大学、1998年6月、245-252頁、ISSN 09193359、NAID 110006458122。
- 小菅正夫, 中川元, 橋本正雄, 福田丞, 小野登志和, 森川久, 鍛冶哲郎, 藤巻裕蔵, 北村健一, 菅雅史, 志村良治, 住吉尚, 武智英生, 齊藤慶輔, 阿部周一, 白木彩子「オジロワシの野生復帰計画」『日本野生動物医学会誌』第4巻第2号、日本野生動物医学会、1999年、81-91頁、doi:10.5686/jjzwm.4.81、ISSN 1342-6133、NAID 110002683146。
- 馬場芳之, 藤巻裕蔵, 小池裕子「日本産エゾライチョウ Bonasa bonasia の遺伝的多様性と遺伝子流動」『日本鳥学会誌』第48巻第1号、日本鳥学会、1999年、47-60頁、doi:10.3838/jjo.48.47、ISSN 0913-400X、NAID 130003424429。
- 藤巻裕蔵「北海道における最近のエゾライチョウの減少」『日本鳥学会誌』第48巻第4号、日本鳥学会、2000年、281-284頁、doi:10.3838/jjo.48.281、ISSN 0913-400X、NAID 130003564649。
- 藤巻裕蔵「北海道中部・南東部におけるシジュウカラとゴジュウカラの繁殖期の生息状況」『森林野生動物研究会誌』第35巻第0号、森林野生動物研究会、2010年、1-6頁、doi:10.18987/jjwrs.35.0_1、ISSN 0916-8265、NAID 110009931037。
- 藤巻裕蔵「北海道中部・南東部におけるウズラの繁殖期の生息状況」『日本鳥学会誌』第59巻第1号、日本鳥学会、2010年、55-60頁、doi:10.3838/jjo.59.55、ISSN 0913-400X、NAID 130004496992。
- 藤巻裕蔵「北海道中部・南東部におけるマミジロとトラツグミの繁殖期の分布」『森林野生動物研究会誌』第39巻第0号、森林野生動物研究会、2014年、1-6頁、doi:10.18987/jjwrs.39.0_1、ISSN 0916-8265、NAID 130005628115。
- 藤巻裕蔵「北海道中部・南東部におけるコゲラとコアカゲラの繁殖期の生息状況」『森林野生動物研究会誌』第40巻第0号、森林野生動物研究会、2015年、1-6頁、doi:10.18987/jjwrs.40.0_1、ISSN 0916-8265、NAID 130006602339。

## 賞詞
- 2000年 山階芳麿賞
- 2002年 平成14年度環境省環境保全功労者（「藤巻祐蔵」として、2002年6月5日東条インペリアルパレスにて表彰式[5]）